# Hylesia livex
Hylesia livex är en fjärilsart som beskrevs av Dyar 1913. Hylesia livex ingår i släktet Hylesia och familjen påfågelsspinnare. Inga underarter finns listade i Catalogue of Life.